# Made for Lovin' You
Made for Lovin' You este un cântec al artistei americane Anastacia. Piesa face parte de pe albumul de debut al acesteia, Not That Kind și a fost lansat ca al patrulea și ultimul single al albumului, pe data de 26 iulie 2001.

## Formate și Tracklisting-uri
- EU CD single

1. "Made for Lovin' You" 3:38
2. "I Ask of You" 4:27

- Spanish promo single (Honda TV)

1. "Made for Lovin' You" [Versiunea de pe Album] 3:38
2. "I'm Outta Love" [Hex Hector Radio Mix / Nuevo Remix 2001]

- UK promo single (Honda TV)

1. "Made for Lovin' You" [Tin Tin Out Radio Remix] 3:55
2. "Made for Lovin' You" [Versiunea de pe Album] 3:38

- UK CD single

1. "Made for Lovin' You" [Versiunea de pe Album] 3:38
2. "Made for Lovin' You" [Tin Tin Out Radio Remix] 3:55
3. "Underdog" 4:56
4. "Made for Lovin' You" [Videoclip]

## Remixuri Oficiale
- - Album Version - 3:38
- Tin Tin Out Radio Remix - 3:55
- ATFC Instrumental
- ATFC Vocal Mix - 7:40 - 3:38
- Tin Tin Out Radio Remix - 3:55
- ATFC Instrumental
- ATFC Vocal Mix - 7:40

## Clasamente
| Clasament              | Poziția maximă |
| ---------------------- | -------------- |
| UK Singles Chart       | 27             |
| France Singles Top 100 | 72             |